# Blepharella tenuparafacialis
Blepharella tenuparafacialis är en tvåvingeart som beskrevs av Chao och Shi 1982. Blepharella tenuparafacialis ingår i släktet Blepharella och familjen parasitflugor. Inga underarter finns listade i Catalogue of Life.